# 1315
| [ Edytuj tabelę ]                          |                                                                           |
| Książę Małopolski                          | - 1306 Władysław I Łokietek 1320                                          |
| Książę Wielkopolski                        | - 1312 Władysław I Łokietek 1320                                          |
| Król Albanii                               | - 1301 Filip I 1332                                                       |
| Współksiążęta Andory                       | - 1309 Ramon Trebailla 1326 - 1302 Gaston I 1315 - 1315 Gaston II 1343    |
| Król Angkoru                               | - 1307 Idradżajawarman 1327                                               |
| Król Anglii                                | - 1307 Edward II 1327                                                     |
| Król Aragonii i Walencji, hrabia Barcelony | - 1291 Jakub II Sprawiedliwy 1327                                         |
| Margrabia Brandenburgii                    | - 1293 Henryk I 1318 - 1304 Waldemar 1319                                 |
| Książę Burgundii                           | - 1306 Hugo V 1315 - 1315 Eudes IV 1349                                   |
| Książę Dolnej Bawarii                      | - 1309 Otto IV 1334 - 1309 Henryk XIV Bawarski 1339 - 1312 Henryk XV 1333 |
| Książę Górnej Bawarii                      | - 1294 Rudolf I 1317 - 1294 Ludwik III 1340                               |
| Cesarz Bizancjum                           | - 1282 Andronik II Paleolog 1328                                          |
| Car Bułgarii                               | - 1300 Teodor Swetosław 1322                                              |
| Cesarz Chin                                | - 1311 Renzong 1320                                                       |
| Król Cypru                                 | - 1310 Henryk II 1324                                                     |
| Król Czech                                 | - 1310 Jan Luksemburski 1346                                              |
| Król Danii                                 | - 1286 Eryk Menved 1319                                                   |
| Władca Egiptu                              | - 1310 An-Nasir Muhammad 1341                                             |
| Cesarz Etiopii                             | - 1314 Amde Tsyjon I 1344                                                 |
| Król Francji                               | - 1314 Ludwik X 1316                                                      |
| Król Gruzji                                | - 1314 Jerzy V Wspaniały 1346                                             |
| Hrabia Holandii                            | - 1304 Wilhelm III 1337                                                   |
| Cesarz Japonii                             | - 1308 Hanazono 1318                                                      |
| Kalif                                      | - 1302 Al-Mustakfi I 1340                                                 |
| Król Kastylii i Leónu                      | - 1312 Alfons XI 1350                                                     |
| Patriarcha Konstantynopola                 | - 1315 Jan XIII Glykys 1320                                               |
| Władca Korei                               | - 1313 Ch’ungsuk 1330                                                     |
| Wielki książę litewski                     | - 1295 Witenes 1316                                                       |
| Cesarz Majapahitu                          | - 1309 Dżajanegara 1328                                                   |
| Sułtan Maroka                              | - 1310 Abu Said Usman II 1331                                             |
| Książę Mediolanu                           | - 1311 Matteo I Wielki 1322                                               |
| Książę Moskwy                              | - 1303 Jerzy Daniłowicz 1325                                              |
| Król Nawarry                               | - 1305 Ludwik I 1316                                                      |
| Król Norwegii                              | - 1299 Haakon V Długonogi 1319                                            |
| Hrabia Palatynatu                          | - 1294 Rudolf I Wittelsbach 1317                                          |
| Król Portugalii                            | - 1279 Dionizy I 1325                                                     |
| Książę Rusi halickiej                      | - 1308 Andrzej II 1323 - 1308 Lew II 1323                                 |
| Cesarz Rzymski (niemiecki)                 | - 1314 Ludwik IV Bawarski 1347                                            |
| Książę Saksonii                            | - 1298 Rudolf I 1356                                                      |
| Król Serbii                                | - 1282 Stefan Urosz II 1321                                               |
| Król Szkocji                               | - 1306 Robert I 1329                                                      |
| Król Szwecji                               | - 1290 Birger I Magnusson 1318                                            |
| Sułtan Turków                              | - 1299 Osman I 1324                                                       |
| Doża Wenecji                               | - 1312 Giovanni Soranzo 1328                                              |
| Król Węgier                                | - 1308 Karol Robert 1342                                                  |
| Wielki mistrz zakonu krzyżackiego          | - 1311 Karl Bessart von Trier 1324                                        |

Rok 1315 / MCCCXV
stulecia: XIII wiek ~
XIV wiek ~
XV wiek

lata: 1305 «
1310 «
1311 «
1312 «
1313 «
1314 «
1315
» 1316
» 1317
» 1318
» 1319
» 1320
» 1325

## Wydarzenia w Polsce
- 27 czerwca – książę Władysław Łokietek zawarł w Krakowie sojusz z władcami Danii, Szwecji, Norwegii, Meklemburgii, książętami z Rugii i Pomorza Zachodniego skierowany przeciw margrabiemu Brandenburgii Waldemarowi Wielkiemu, który był sojusznikiem króla Czech Jana Luksemburskiego, wroga Łokietka roszczącego sobie pretensje do korony polskiej.
- 25 lipca – około 50 waldensów zostało spalonych na stosie w Świdnicy w efekcie przesłuchań inkwizycyjnych prowadzonych przez dominikanów Kraftona i Guntera (przeor i lektor z konwentu w Swidnicy).
- Data dzienna nieznana:
  - biskup Henryk z Wierzbna zorganizował na Śląsku trybunał inkwizycyjny.

## Wydarzenia na świecie
- 26 kwietnia – król Robert I dokonał otwarcia w Ayr obrad pierwszego szkockiego parlamentu.
- 19 sierpnia – król Francji Ludwik X poślubił Klemencję Węgierską.
- 15 listopada – książę Austrii Leopold I Habsburg (brat króla niemieckiego Fryderyka) został pokonany przez Szwajcarów w bitwie pod Morgarten. Początki wolnej Szwajcarii (z tych czasów wywodzi się słynna legenda o Wilhelmie Tellu).
- 9 grudnia – po odparciu w bitwie pod Morgarten inwazji wojsk habsburskich, szwajcarskie kantony Uri, Schwyz i Unterwalden odnowiły podpisany w roku 1291 sojusz związkowy.

- Pod względem populacji Kair wyprzedził Hangzhou i stał się największym miastem świata (dane szacunkowe).
- Początek Wielkiego Głodu w Europie. Głód zakończył prosperitę pełnego średniowiecza

## Urodzili się
- 5 kwietnia – Jakub III, król Majorki (zm. 1349)
- maj – Ludwik V Bawarski, margrabia Brandenburgii z dynastii Wittelsbachów (zm. 1361)

## Zmarli
- 30 kwietnia – Enguerrand de Marigny, jeden z najwybitniejszych ministrów w historii Francji (ur. 1260)
- 10 czerwca – Henryk z Bolzano, włoski błogosławiony kościoła katolickiego (ur. 1250)
- 15 sierpnia – Małgorzata Burgundzka, siostra Joanny Burgundzkiej, królowa Francji i Nawarry, żona Ludwika X (ur. 1290)
- data dzienna nieznana:
  - Hugo V, książę Burgundii (ur. 1294)
  - Małgorzata Brandenburska, królowa Polski (ur. 1270)